# Lepadella favorita
Lepadella favorita is een raderdiertjessoort uit de familie Lepadellidae. De wetenschappelijke naam van deze soort is voor het eerst geldig gepubliceerd in 1962 door Klement.